# مالكوم إيفانز
مالكوم إيفانز (بالإنجليزية: Malcolm Evans)‏ هو رسام كارتون نيوزلندي، ولد في 20 ديسمبر 1945.